# کیوران
کیوران (به لاتین: Kevron) یک منطقهٔ مسکونی در تاجیکستان است که در ولایت مختار کوهستان بدخشان واقع شده‌است.